# Molophilus thaumastopodus
Molophilus thaumastopodus är en tvåvingeart som beskrevs av Alexander 1913. Molophilus thaumastopodus ingår i släktet Molophilus och familjen småharkrankar. Inga underarter finns listade i Catalogue of Life.